# Philippe Gaillot
Philippe Gaillot (Château-Salins, 28 febbraio 1965) è un ex calciatore francese, di ruolo difensore.

## Palmarès

### Club

#### Competizioni nazionali
- Coppa di Francia: 1

Metz: 1987-1988
- Coppa di Lega francese: 2

Metz: 1985-1986, 1995-1996